# 3dfx

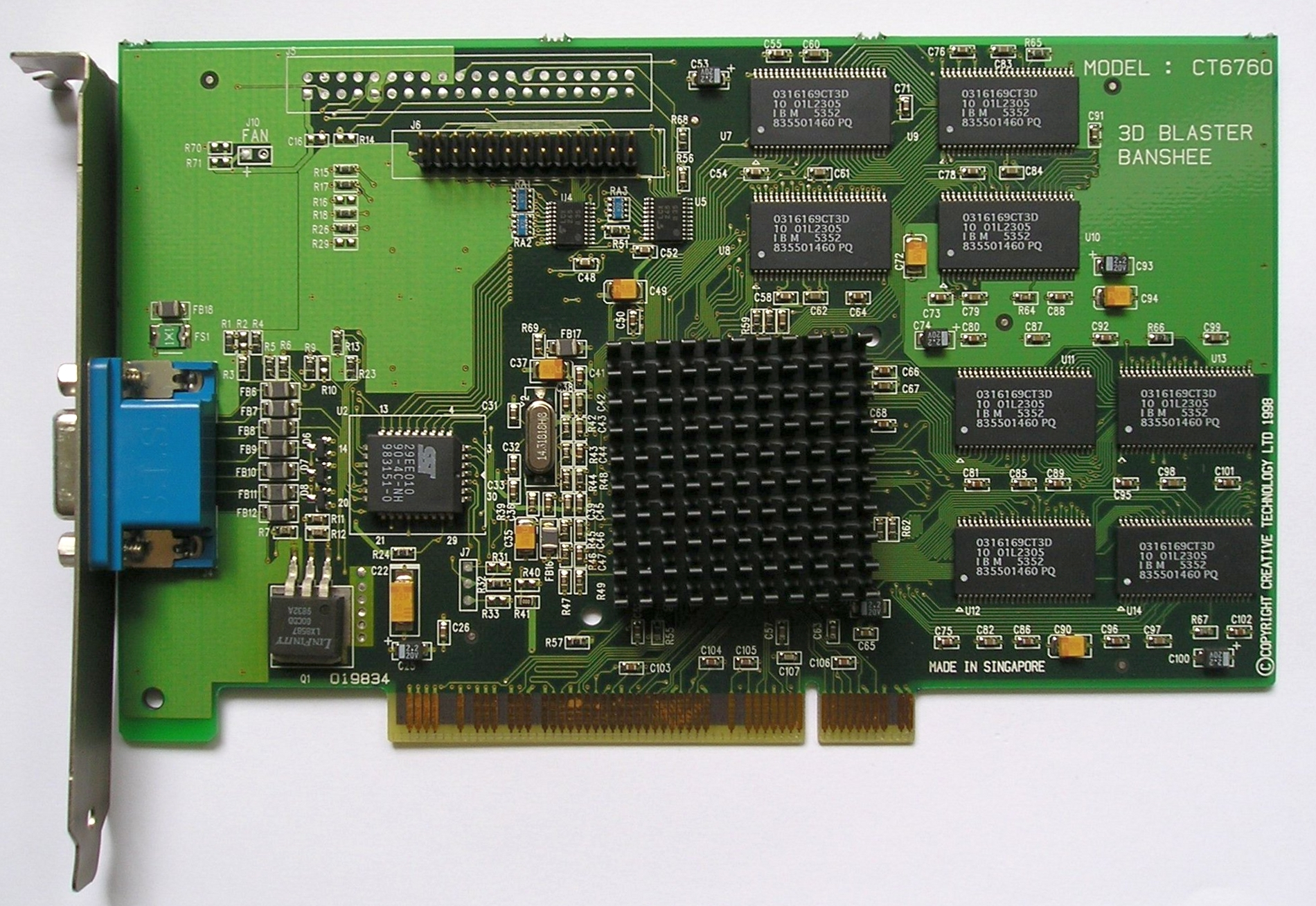
Grafická karta Voodoo Banshee

3dfx Interactive byla firma zabývající se výrobou 3D grafických procesorů (GPU) a na nich založených grafických karet.
Firma byla založena v roce 1994 a sídlila v San José v Kalifornii. V roce 1996 uvedla svůj slavný čip Voodoo 1. Grafické akcelerátory založené na čipu Voodoo 1 a jeho následníku Voodoo 2 potřebovaly ke svému běhu přídavnou VGA kartu, protože neměly podporu pro 2D grafiku. V pozdější verzi byla v prodeji i kombinovaná grafická karta s označením Banshee. Komunikaci s hardwarem zajišťovalo nízkoúrovňové API nazvané Glide. To umožňovalo přímý přístup k hardwarově implementovaným operacím na čipu ve stylu OpenGL. Když ID Software uvedl hru Quake, která používala k vykreslování podmnožinu volání OpenGL zvanou MiniGL, tak Glide zajistil úplnou hardwarovou akceleraci.
Po uvedení GPU konkurenčních společností – zejména karet Riva, Riva TNT a GeForce od kalifornské společnosti nVidia a později rovněž karet Radeon od kanadské společnosti ATI – 3dfx postupně ztrácela dominantní postavení na trhu. Karty společnosti nVidia nabízely za stejnou či dokonce nižší koncovou cenu srovnatelný (později vyšší) výkon, lepší kvalitu obrazu (včetně podpory větší barevné hloubky a vyšších rozlišení) a také vestavěnou podporu 2D grafiky u všech karet. 3dfx byla v roce 2000 odkoupena společností nVidia, která tak získala její intelektuální vlastnictví a mnoho kvalitních zaměstnanců.

## Řada grafik

### Voodoo
Byla to čistě 3D grafická karta a potřebovala k sobě 2D grafickou kartu. Na svoji dobu velmi revoluční řešení, ale obsahovala na výkon čipu hodně operační paměti.

### Voodoo Rush
Obsahoval kromě známého 3D čipu použitého na Voodoo ještě 2D čip AT25/AT3D od firmy Alliance Semiconductor.

### Voodoo2
Nová verze grafické karty, přidávala možnost SLI (zapojení více grafik). Byla vydána v roce 1998.

### Voodoo Banshee
Velmi povedená nová řada grafických karet, která měla nízkou cenu a výkon střední třídy.

### Voodoo 4
Karta obsahovala 1× VSA-100 čip. Vydána byla až po Voodoo 5 a byla míň rozšířená než Voodoo 5.

### Voodoo 5
Poslední řada od 3dfx, přestože provedením byly karty velké a výkonné, neuchytily se kvůli ceně a spotřebě.

## Glide API
API vytvořené 3dfx pro jejich grafické čipy/karty Voodoo. Nebylo kompatibilní s DirectX nebo OpenGL API.

## Karty v tabulce
| Název karty     | Datum vydání  | Součásti (PPxTMU)                     | Frekvence jádra MHz                 | Frekvence pamětí                    | Fillrate Pix/Tex | Sběrnice paměti | Velikost paměti MiB | Slot       |
| --------------- | ------------- | ------------------------------------- | ----------------------------------- | ----------------------------------- | ---------------- | --------------- | ------------------- | ---------- |
| Voodoo Graphics | Říjen 1996    | SST-1 chipset (1 × 1). Chyběl 2D čip. | 50 MHz                              | 50 MHz                              | 50/50            | 64bit×2         | 4/6 EDO             | PCI        |
| Voodoo Rush     | Duben 1997    | SST-96 chipset (1 × 1). 2D Chip.      | 75 MHz                              | 75 MHz                              | 75/75            | 64bit×2         | 6/8 EDO             | PCI        |
| Voodoo2         | Leden 1998    | SST-2 chipset (1 × 2). No VGA.        | 90 MHz                              | 90 MHz                              | 90/180           | 64bit×3         | 8/12 EDO            | PCI        |
| Voodoo Banshee  | Říjen 1998    | Single-Chip (1 × 1) (2D/3D)           | 100 MHz                             | 110 MHz                             | 100/100          | 128bit          | 8/16 DDR/SG         | AGP 1×/PCI |
| Velocity 100    | Červenec 1999 | Avenger core (1 × 1). 1 Disabled TMU. | 143 MHz                             | 143 MHz                             | 143/143          | 128bit          | 8 SG                | AGP 2×     |
| Velocity 200    | Nevydán       | Avenger core (1 × 1). 1 Disabled TMU. | 143 MHz                             | 143 MHz                             | 143/143          | 128bit          | 16 SG               | AGP 2×     |
| Voodoo3 1000    | Březen 1999   | Avenger core (1 × 2)                  | 125 MHz                             | 125 MHz                             | 125/250          | 128bit          | 8 SG                | AGP 2×     |
| Voodoo3 2000    | Duben 1999    | Avenger core (1 × 2)                  | 143 MHz                             | 143 MHz                             | 143/286          | 128bit          | 16 DDR/SG           | AGP 2×/PCI |
| Voodoo3 3000    | Duben 1999    | Avenger core (1 × 2)                  | 166 MHz                             | 166 MHz                             | 166/333          | 128bit          | 16 DDR/SG           | AGP 2×/PCI |
| Voodoo3 3500    | Červenec 1999 | Avenger core (1 × 2), A/V processor   | 183 MHz                             | 183 MHz                             | 183/366          | 128bit          | 16 DDR              | AGP 2×     |
| Voodoo 4-2 4200 | nevydán       | 1× VSA-1018 (2 × 1)                   | 183 MHz                             | 183 MHz                             | 366/366          | 64bit           | 32 DDR              | AGP 4×/PCI |
| Voodoo 4 45005  | Říjen 2000    | 1× VSA-100 (2 × 1)                    | 166 MHz                             | 166 MHz                             | 333/333          | 128bit          | 32 DDR              | AGP 4×/PCI |
| Voodoo 4 4800   | nevydán       | 1× VSA-100 (2 × 1)                    | 166 MHz                             | 166 MHz                             | 333/333          | 128bit          | 64 DDR              | AGP 4×/PCI |
| Voodoo 5 5000   | nevydán       | 2× VSA-100 (2 × 1)                    | 166 MHz                             | 166 MHz                             | 667/667          | 128bit×2        | 32 SG (2 × 16)      | AGP 2×/PCI |
| Voodoo 5 55005  | Červen 2000   | 2× VSA-100 (2 × 1)                    | 166 MHz                             | 166 MHz                             | 667/667          | 128bit×2        | 64 DDR (2 × 32)     | AGP 2×/PCI |
| Voodoo 5 6000   | nevydán       | 4× VSA-100 (2 × 1)                    | 166 MHz (183 MHz byl původní návrh) | 166 MHz (183 MHz byl původní návrh) | 1333/1333        | 128bit×4        | 128 DDR (4 × 32)    | AGP 2×     |
| Spectre 1000    | nevydán       | 1× Rampage (4 × 1)                    | 200–250 MHz (plánováno)             | 200–250 MHz (plánováno)             | 800–1000         | 128bit          | 64 DDR              | AGP 4×     |
| Spectre 2000    | nevydán       | 1× Rampage (4 × 1) + 1× Sage T&L-Chip | 200–250 MHz (plánováno)             | 200–250 MHz (plánováno)             | 800–1000         | 128bit          | 64 DDR              | AGP 4×     |
| Spectre 3000    | nevydán       | 2× Rampage (4 × 1) + 1× Sage T&L-Chip | 200–250 MHz (plánováno)             | 200–250 MHz (plánováno)             | 1600–2000        | 128bit          | 128 DDR             | AGP 4×     |